# Hans Georg Kütemeyer
Hans Georg Kütemeyer (* 27. Juli 1895 in Hannover; † 17. November 1928 in Berlin) war ein deutscher Kaufmann und SA-Angehöriger. Kütemeyer, der im November 1928 im Berliner Landwehrkanal ertrank, wurde kurz danach von der nationalsozialistischen Propaganda vereinnahmt und zu einem „Opfer“ kommunistischer Mordlust sowie zu einem Märtyrer der „nationalen Bewegung“ stilisiert. Die polizeilichen Ermittlungen zu seinem Tod kamen hingegen zu dem Ergebnis, dass er ohne Fremdeinwirkung durch einen Unfall oder durch Suizid ums Leben gekommen war.

## Leben und Tätigkeit

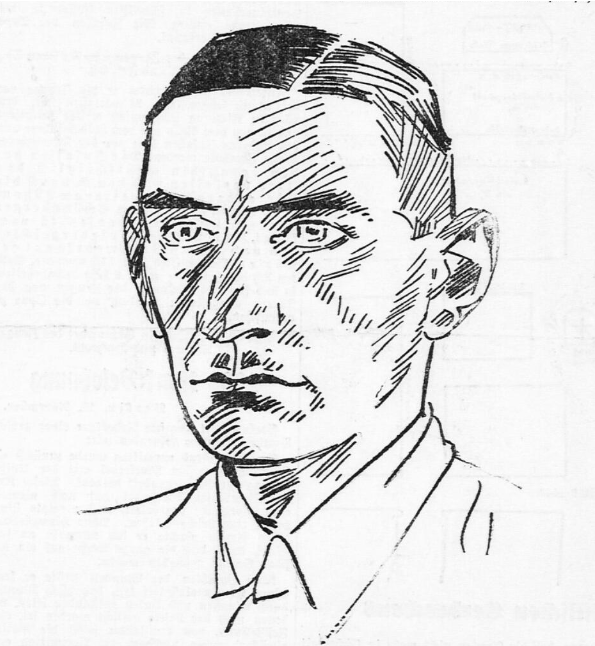
Zeichnung von Kütemeyer aus dem Völkischen Beobachter vom 21. November 1928.

Über Kütemeyers Lebensweg bis 1928 liegen in der veröffentlichten Literatur nur spärliche Informationen vor: Bekannt ist, dass er eine kaufmännische Ausbildung durchlief und am Ersten Weltkrieg als Soldat teilnahm. Nach dem Krieg soll er zunächst in seinem erlernten Beruf als Kaufmann tätig gewesen sein. Aufgrund der großen Inflation von 1923 soll er seine Stellung verloren haben, so dass er sich in der Folge zeitweise als Landarbeiter betätigt habe, um schließlich nach Berlin zu gehen. Dort arbeitete er wieder im kaufmännischen Beruf, zuletzt im Bezirk Berlin-Schöneberg.
1927 war Kütemeyer in die NSDAP und in die Sturmabteilung (SA) eingetreten. In der letzteren gehörte er dem Berliner SA-Sturm 15 an, in der er zuletzt den Rang eines SA-Scharführers innehatte. Angeblich war Kütemeyer auch als Hilfskraft im Büro der Berliner Gauleitung tätig, wo er in monatelanger Fleißarbeit die desorganisierte NSDAP-Mitglieder-Kartei des Gaues neu organisiert haben soll.

### Kütemeyers Tod
Am Abend des 16. November 1928 nahm Kütemeyer an einer Großveranstaltung der NSDAP im Berliner Sportpalast teil. Bei dieser sprach Adolf Hitler zum ersten Mal überhaupt vor einer größeren Menschenmenge – es waren rund 18.000 Teilnehmer anwesend – in Berlin. Kütemeyer saß bei dieser Veranstaltung an der Kasse. Nach dem Ende der Versammlung wurde Kütemeyer auf dem Heimweg in eine Prügelei mit politisch linksgerichteten Bauarbeitern verwickelt, bei der er erhebliche Verletzungen erlitt.
Etwas später in derselben Nacht stürzte Kütemeyer, der – wie die spätere Obduktion ergab – zu diesem Zeitpunkt unter erheblichem Alkoholeinfluss stand, an der Bendlerbrücke in den Berliner Landwehrkanal und ertrank. Laut seiner Sterbeurkunde wurde er um 5.15 Uhr tot vor dem Haus ....berger Ufer 46 aus dem Landwehrkanal geborgen.
Die den Vorfall untersuchende Polizei gelangte rasch zu dem Ergebnis, dass Kütemeyers Tod in keinem Zusammenhang mit der einige Stunden zuvor erfolgten tätlichen Auseinandersetzung zwischen ihm und den linksgerichteten Bauarbeitern stand, sondern dass sein Sturz in den Landwehrkanal ohne Fremdverschulden erfolgt war: Entweder hatte es sich dabei um einen Unfall unter Alkoholeinfluss gehandelt, oder aber um einen Suizid. Das Strafverfahren, das gegen die Bauarbeiter, mit denen Kütemeyer sich am Abend des 17. November 1928 geprügelt hatte, eingeleitet wurde, endete dementsprechend mit einem Freispruch der Angeklagten von dem Vorwurf, für den Tod Kütemeyers verantwortlich gewesen zu sein. Stattdessen wurden sie im Urteil vom 19. Juni 1929 „nur“ der gefährlichen Körperverletzung für schuldig befunden und zu kürzeren Bewährungsstrafen verurteilt.
Kütemeyer wurde am 24. November 1928 auf dem Zwölf-Apostel-Friedhof am Tempelhofer Weg in Schöneberg beigesetzt.

### Vereinnahmung durch die nationalsozialistische Propaganda
Die Feststellungen der Behörden zu den wahren Umständen von Kütemeyers Tod hinderten den Berliner Gauleiter und führenden Propagandisten der Partei Joseph Goebbels nicht daran, den Fall Kütemeyer, sofort nachdem er vom Tod des SA-Mannes erfahren hatte, für seine rabiate Agitation gegen den bestehenden Staat und gegen die politischen Gegner der Nationalsozialisten zu benutzen: In der von ihm herausgegebenen Tageszeitung Der Angriff veröffentlichte Goebbels in den Wochen nach Kütemeyers Tod zahlreiche Artikel, in denen er sich mit Kütemeyers Person und seinem Ableben befasste. Dabei bestand der Gauleiter verbissen darauf, dass Kütemeyer keineswegs durch einen Unfall ums Leben gekommen sei, sondern dass er von den ruchlosen Gegnern der NSDAP („rotes Blutgesindel“) heimtückisch ermordet worden sei. Nach der Lesart, die Goebbels den Ereignissen vom 17. November 1928 zu geben versuchte, war Kütemeyer demnach nicht von selbst in den Landwehrkanal gestürzt, sondern blutrünstige Kommunisten hätten ihn erst schwer misshandelt und dann absichtlich in das Gewässer gestoßen, wo er aufgrund des hilflosen Zustandes, in dem er sich aufgrund der ihm zugefügten Verletzungen angeblich befunden habe, ertrunken sei.
In der schwülstig-pathetischen Diktion des Propagandisten klang dies wie folgt: Kütemeyer sei, so schrieb Goebbels nach dessen Beerdigung, „ein Opfer seiner nationalsozialistischen Überzeugung“ geworden, er ruhe nun „in deutscher Erde zwar, aber ermordet, gemeuchelt von mißleiteten, verhetzten Volksgenossen. – Tragisches Geschick!“. Eine Parteiversammlung stellte er wiederum unter das Thema „Marxisten, warum habt Ihr den Arbeiter Kütemeyer ermordet?“.
Nicht nur auf publizistischer Ebene, sondern auch mit anderen Mitteln versuchte der Gauleiter die NS-Anhängerschaft und die breitere Öffentlichkeit unter Ausnutzung des Vorfalls aufzustacheln: Am 26. November 1928 lobte er in seiner Zeitung eine Belohnung für Hinweise aus, die zur Ergreifung der angeblich existierenden und noch auf freiem Fuß sich befinden „Mörder“ Kütemeyers führen würden. Anlässlich der zwei Tage zuvor, am 24. November 1928, stattgefundenen Beerdigung von Kütemeyer hatte Goebbels einen Massenauflauf in der Form geplant, dass die Nationalsozialisten den Toten mit einem geschlossenen Aufmarsch ihrer Formationen auf dem Transport vom Leichenschauhaus in der Hannoverschen Straße, wo Kütemeyer obduziert worden war, bis zum Zwölf-Apostel-Friedhof begleiten sollten. Die Berliner Polizei hatte dieses Vorhaben verboten, da sie in einem solchen Aufmarsch angesichts der emotional stark aufgeladenen Stimmung der NSDAP-Anhänger, die durch eine solche Zusammenrottung nur noch weiter angefacht würde, eine „unmittelbare Gefahr für die öffentliche Sicherheit“ erblickte. In der Begründung wurde ausgeführt:

„Nach den einwandfreien polizeilichen Feststellungen ist der Kaufmann Hans Kütemeyer durch einen Unglücksfall im Landwehrkanal ertrunken. Obwohl der Polizeipräsident diese Tatsache der Öffentlichkeit amtlich bekanntgegeben hat, stellt die N.D.A.P. fortgesetzt in Presse und Aufrufen den Unglücksfall als einen durch politische Gegner begangenen Mord dar. Diese unwahre Behauptung wiederholt sie auch in einem an den Polizeipräsidenten gerichteten Brief, den sie der ihr nahestehenden Presse zur Veröffentlichung übergeben hat. Ohne Zweifel sollen durch diese Veröffentlichungen die politischen Leidenschaften der Anhänger der N.D.A.P. aufgestachelt werden. Insbesondere muß der an den Polizeipräsidenten gerichtete Brief nach Form und Inhalt und nach der Art seiner Veröffentlichung die unverkennbar beabsichtigte Wirkung haben, die bereits hervorgerufene Erregung noch weiter zu steigern. Alle diese Tatsachen lassen eine unmittelbare Gefahr für die öffentliche Sicherheit durch die Teilnahme an dem Zug erwarten.“

Die von Goebbels unbeirrt von derartigen Maßnahmen und Richtigstellungen der Behörden und der Linkspresse den November 1928 hindurch weiter intensiv betriebene Pressehetze aufgrund des Falles Kütemeyer – Goebbels ging schließlich so weit, der Polizei und der „Judenpresse“ Vertuschung eines Mordes vorzuwerfen – führte dazu, dass die Stimmung in Berlin sich in diesen Wochen derart aufheizte, dass die Behörden im Dezember 1928 ein vollständiges Demonstrationsverbot für die Hauptstadt erließen. Ein Verbot, Plakate aufzuhängen, auf denen die Gauleitung eine Belohnung von 1000 Mark für die Namhaftmachung der Täter bekannt gab, wurde umgangen, indem man Berlin nachts mit blutroten Plakaten überschwemmte, die auf diese Belohnung hinwiesen, und dann einfach öffentlich erklärte, dass diese „von unbekannter Seite“ angeklebt worden seien und die NSDAP hiermit nichts zu tun habe.
Die von Goebbels konstruierte Version von Kütemeyers Tod wurde anschließend von der gesamten NS-Propaganda übernommen und bis 1945 in einer im Wesentlichen gleichen Weise wiedergegeben. Die bald nach den ersten Hetzartikeln von Goebbels zu der Angelegenheit erfolgte öffentliche Bekanntgabe der Erkenntnisse, die die Behörden durch ihre Ermittlungen zu Kütemeyers Tod gewonnen hatten, blieb ohne Bedeutung, so dass die NS-Presse damit fortfuhr, ihre – die vorliegenden Informationen zu dem Fall verzerrende – Stimmungsmache im Fall Kütemeyer weiter zu betreiben. So schrieb Julius Karl von Engelbrechten 1937 in seinem Werk Eine braune Armee entsteht, der offiziellen Geschichte der Berliner SA, dass Kütemeyer von einer „Rotte von Kommunisten“ meuchlings umgebracht worden sei: Die „roten Bestien“ hätten den unglücklichen SA-Führer damals skrupellos in den Landwehrkanal gestoßen und dort ertränkt. Der unbequeme Obduktionsbericht, der konstatierte, dass es keinen Zusammenhang zwischen Kütemeyers Tod und der einige Stunden zuvor erfolgten Schlägerei gegeben habe, sowie andere ihnen nicht ins Konzept passende Informationen zu dem Vorfall verschwiegen die Nationalsozialisten in ihren Veröffentlichungen und Verlautbarungen zu dem Fall zumeist gänzlich oder taten sie, wenn sie sie doch erwähnten, als Lüge der antinationalsozialistischen „System“-Behörden und der „marxistisch-demokratisch-jüdischen Presse“ ab.
Goebbels beließ es aber nicht dabei, den Fall Kütemeyer als Beweis der kommunistischen Mordlust anzuprangern, sondern er versuchte auch, den Toten zum Märtyrer der nationalsozialistischen Sache im „Kampf um Berlin“ zu verklären.
Die Versuche von Goebbels, Kütemeyer zur Idealgestalt eines nationalsozialistischen Märtyrers zu stilisieren, waren im Ganzen nur begrenzt erfolgreich: Sowohl die Biographie als auch die Persönlichkeit des Toten boten nur in einer unzureichenden Weise eine Grundlage, um aus Kütemeyer einen Märtyrer zu machen: Als Person entsprach Kütemeyer, der als ein eher schüchterner und ruhiger Mann geschildert wird, nicht dem von der NS-Propaganda propagierten Bild vom draufgängerisch-virilen SA-Mann. Hieran ließ sich auch durch Mauscheleien – so wurde Kütemeyer, dessen bürgerlicher Beruf als kaufmännischer Angestellter für eine Stilisierung zum Arbeiterheros nicht tauglich war, von Goebbels aufgrund seiner kurzzeitigen Betätigung als Landarbeiter einfach zum „deutschen Arbeiter“ deklariert –, durch die Kütemeyer postum zu einer besseren Heldengestalt zurechtgebogen werden sollte, nicht viel ändern.
Dementsprechend gab Goebbels seine Versuche, den Toten für seine Propaganda zu instrumentalisieren, nachdem er den Fall anlässlich des Prozesses um Kütemeyers Tod vom Juni 1929 noch einmal aufgegriffen hatte, im Laufe des Jahres 1929 weitgehend auf. Carin Kesselmeier resümierte hierzu in ihrer Studie über den Leitartikler Goebbels: „Der 'Held' schien sich nicht bewährt zu haben.“ Ein Objekt, das für das Ziel, einen Toten systematisch zum gefallenen Heroen der nationalsozialistischen Bewegung aufzubauen, weitaus geeigneter war als Kütemeyer, fand Goebbels schließlich zu Beginn des Jahres 1930 in dem Charlottenburger Sturmführer Horst Wessel, der im Februar 1930 im Krankenhaus gestorben war, nachdem er im Januar 1930 von einem politischen Gegner (wenngleich aus privaten Gründen) niedergeschossen worden war. Dieser in der Partei aufgrund seines Draufgängertums bereits weithin bekannte und zudem optisch überaus schneidig wirkende junge Mann war für Goebbels’ Bestrebungen geradezu maßgeschneidert. Infolgedessen gelang es dem Propagandaminister in der Folge tatsächlich, den Toten binnen kurzer Zeit zu der mit Abstand wichtigsten „Märtyrergestalt“ in dem Kult zu machen, den sie in ihrer Propaganda um ihren „Kampf“ gegen das System der Weimarer Republik betrieben.
Auch wenn sich somit als ein nur bedingt effektiver Propagandaträger für die nationalsozialistische Agitation erwiesen hatte, wurde er über die gesamte „Kampfzeit“ hinweg und bis zum Ende der NS-Diktatur 1945 von den Nationalsozialisten als Held ihrer Bewegung bzw. des „Freiheitskampfes“ des deutschen Volkes geehrt: Dies schlug sich u. a. in diversen Benennungen nieder: So erhielt die Berliner SA-Standarte II am 4. August 1929 den Beinamen „Kütemeyer“ verliehen. Ab dem 1. Februar 1933 trug der SA-Sturm 15, zu dem Kütemeyer gehört hatte, den Ehrennamen „Hans Georg Kütemeyer“.

## Ehe und Familie
Am 27. August 1927 heiratete Kütemeyer in Berlin-Charlottenburg Helene Ida Frieda Tetzke (* 1. Juni 1895 in Gross Dübsow, Kreis Stolp).